# Portul Galați
Portul Galați este cel mai mare port fluvial și maritim de pe Dunăre și al doilea cel mai mare port românesc. Situat în orașul Galați, portul este o sursă importantă de venituri pentru oraș, deoarece a atras multe mari companii internaționale care își desfășoară activitatea aici.
Industria construcțiilor navale este o activitate cheie a portului și compania olandeză Damen Group, care deține șantierul naval Galați, este cea mai importantă întreprindere din port.
Portul este folosit de Mittal Steel, cel mai mare producător de oțel românesc, pentru transportul materiilor prime și a produselor sale, dar și de alte companii pentru mărfuri exportate și importante.

## Caracteristici
Caracteristicile portului Galați sunt următoarele:
- Suprafață totală: 864.131 mp;
- Număr de bazine portuare: 2 (Docuri, Bazinul Nou);
- Lungimea cheurilor: vertical = 4.675 m; pereat = 2.390 m;
- Număr dane de operare: 56;
- Facilități pentru staționarea navelor pe timp de iarnă;
- Conexiune feroviară: lungime = 12.348 m (Ecartament European);
- Cale ferată cu ecartament larg - în lungul danelor de operare;
- Punct de tarifare cale ferată;
- Conexiune cu sistemul rutier național;
- Parcare asigurată pentru camioane;
- Facilități de depozitare a mărfurilor (platforme deschise și magazii închise);
- Echipamente portuare pentru operarea navelor;
- Siloz pentru cereale;
- Gestiunea deseurilor de la navă: gunoi menajer, ape uzate și ape de santina;
- Facilități pentru bunkeraj și pentru întreținerea navelor;
- Zona liberă;
- Punct vamal;
- Șantierul naval DAMEN S.A.;
- Terminal cerealier;
- Terminal de containere;
- Terminal petrolier;
- Siguranță în conformitate cu codul ISPS.[4]

| Trafic Portuar | Trafic Fluvial | Trafic Fluvial | Trafic Maritim | Trafic Maritim | Total    | Total    |
| -------------- | -------------- | -------------- | -------------- | -------------- | -------- | -------- |
| Anul           | Mii tone       | Nr. Nave       | Mii tone       | Nr. Nave       | Mii tone | Nr. Nave |
| 1998           | 8.716          | 4.581          | 796            | 4.930          | 9.512    | 5.971    |
| 1999           | 7.859          | 4.373          | 910            | 4.740          | 8.769    | 6.155    |
| 2000           | 6.860          | 3.906          | 1.191          | 4.425          | 8.051    | 6.553    |
| 2001           | 5.987          | 3.196          | 893            | 3.586          | 6.880    | 5.657    |
| 2002           | 7.316          | 3.518          | 1.178          | 4.027          | 8.494    | 6.169    |
| 2003           | 7.553          | 4.036          | 1.419          | 4.648          | 8.972    | 6.679    |
| 2004           | 8.342          | 4.141          | 1.189          | 4.695          | 9.531    | 7.345    |
| 2005           | 9.380          | 4.722          | 1.164          | 5.264          | 10.544   | 7.680    |
| 2006           | 8.529          | 4.587          | 1.162          | 5.057          | 9.691    | 8.563    |
| 2007           | 8.430          | 4.614          | 1.629          | 5.162          | 10.059   | 8.510    |
| 2008           | 7.096          | 3.739          | 1.775          | 586            | 8.871    | 4.325    |

## Legături externe
- en Portul Galați - date utile și director de transport maritim

45°26′27″N 28°04′35″E / 45.44083°N 28.07639°E